# Emerson Perin
Emerson Perin, född 17 mars 1975, är en friidrottare från Brasilien. Han deltog vid olympiska sommarspelen 1996.